# Die Zwillinge (Film)
Die Zwillinge ist eine niederländische Verfilmung des gleichnamigen Bestsellerromans von Tessa de Loo. Der Film handelt von zwei alten Frauen, die sich in einem belgischen Kurort wiedertreffen und sich zum dritten und letzten Mal mit ihrer Vergangenheit auseinandersetzen. In den Hauptrollen sind Nadja Uhl und Thekla Reuten zu sehen. Kinostart in Deutschland war der 7. Oktober 2004.

## Handlung
Die Zwillingsschwestern werden nach dem Tod der Eltern als Kinder grausam voneinander getrennt. Die an Tuberkulose erkrankte Lotte kommt zur Verwandtschaft in die Niederlande. Anna, die gesund ist, gelangt zu direkten bäuerlichen Verwandten. Während Lotte in sehr guten Verhältnissen aufwächst, muss Anna Tag und Nacht schuften.
Als Anna mit einem jungen SA-Mann anbandelt, prügelt ihr Onkel Heinrich, ein Nazigegner, Anna halb tot. Als Dienstmädchen gelangt Anna schließlich auf den Gutshof der nationalsozialistischen Gräfin Charlotte von Falkenau, die Anna gut behandelt. Lotte, die inzwischen herausgefunden hat, dass ihre Briefe an Anna nie abgeschickt wurden, ist mit einem jüdischen Musiker verlobt. Es gelingt ihr, ihre Schwester in Deutschland zu besuchen. Beim Abschied gibt ihr allerdings eine antisemitische Bemerkung Annas zu denken, weshalb Lotte für einige Zeit den Kontakt zu ihrer Zwillingsschwester abbricht.
Dann erreicht der Krieg auch die Niederlande. Lottes Verlobter, der Jude David, wird 1942 nach Buchenwald und später nach Auschwitz deportiert, wo er ums Leben kommt. Darauf schwört die verzweifelte Lotte allem Deutschen ab, verleugnet ihre Herkunft und gelobt zudem, nie wieder Deutsch zu sprechen. Anna ist inzwischen mit dem Waffen-SS-Mann Martin verheiratet und lebt bei seinen Eltern in Wien. Sie, die Martin innig liebt, leidet allerdings unter seiner häufigen Abwesenheit. Kurz vor Kriegsende fällt Martin, der zuvor die Ostfront überlebte, bei einem Gefecht mit den Amerikanern in der Eifel.
Erst 1947 treffen sich Anna und Lotte wieder, als Anna ihre Schwester in Holland besucht. Lotte ist nun mit Davids Bruder Bram verheiratet, mit dem sie eine Tochter hat. Nach anfänglicher Ablehnung öffnet sich Lotte wieder mehr ihrer Schwester. Als sie jedoch in Annas Koffer deren Hochzeitsfoto mit Martin in SS-Uniform erblickt, ergreift sie der Zorn. Sie wirft Anna aus dem Haus, mit dem Vorwurf, sie sei ein Nazi und nicht ohne Grund mit einem der „Mörder“ ihres Verlobten David verheiratet. So trennen sich die Wege der Schwestern für viele Jahrzehnte.

## Rezensionen
- Lexikon des internationalen Films: „Trotz Redundanzen und Längen ein bewegendes Drama, getragen von der eindrucksvollen Kameraarbeit und hervorragenden Hauptdarstellerinnen.“[1]
- Gong: „Ein großartiges Werk mit subtiler Dramaturgie, treffenden Dialogen, feiner Kamera und glänzenden Darstellern.“

## Auszeichnungen (Auswahl)
Der Film wurde 2004 für den Oscar in der Kategorie Bester fremdsprachiger Film nominiert. 2003 erhielt er in den Niederlanden das Goldene Kalb in der Kategorie Bester Spielfilm.